# Nesseltal (Hasserode)
Das Nesseltal (bis 1900: Nesselthal) ist ein markanter Geländeeinschnitt unterhalb des Schmiedeberges im Stadtteil Hasserode von Wernigerode im Harz. Das Tal erstreckt sich nordwestlich vom Armeleuteberg hinunter in das Tal der Holtemme. Durch das Nesseltal fließt ein kleiner Bach, der unweit der Harzquerbahn in Letztere mündet. Das Nesseltal gehörte einst dem Augustiner-Ermenitenkloster Himmelpforten. Die Mönche hatten hier einen größeren Teich angelegt, der im 20. Jahrhundert als öffentliches Schwimmbad genutzt wurde. Ende der 1980er Jahre begann der Umbau des Freibades, der nach der politischen Wende zum Erliegen kam. Auf dem Gelände entstand der Hasseröder Ferienpark mit dem Brockenbad.
Durch das obere Nesseltal führt der Wernigeröder Märchenweg vom Hasseröder Ferienpark zum Armeleuteberg.
Koordinaten: 51° 49′ 0,8″ N, 10° 45′ 36″ O